# Ungvári Gergely (püspök)
Ungváry Gergely (? – 1691) református lelkész, a Dunamelléki Református Egyházkerület püspöke 1661-től haláláig.

## Élete
1632. máj. 22-én subscribált a debreczeni ref. kollegiumban. 1652. jelenvolt Patajon a zsinaton mint ráczkevei prédikátor; 1661 előtt lett nagy-kőrösi lelkész. Az 1661. Solton tartott zsinaton nyerte el a püspökséget. 1674. mint kőrösi lelkész a pozsonyi rendkívüli törvényszék elé idéztetett; de ő házanépével Budára Ali béghez a török császár tanácsosának oltalma alá menekült. Az üldözés enyhültével Dunavecsén volt lelkész; 1676-1685-ig Ráczkevén szolgált; ekkor a lelkészi hivataltól megvált, de a püspökséget megtartotta és vejénél, Lenti Jánosnál vonta meg magát, hol 1691-ben meghalt.
Komáromi Csipkés Györgynek 1666-ban kiadott Igaz Hit című prédikációi tartották fenn üdvözlő versét.